# Estados Unidos en la Copa Mundial de Rugby de 2003
La Selección de rugby de Estados Unidos fue uno de los 20 participantes de la Copa Mundial de Rugby de 2003 que se realizó en Australia.
Fue la cuarta participación de las Águilas en la Copa Mundial de Rugby.

## Plantel
| Nombre             | Posición       | Club                                  |
| ------------------ | -------------- | ------------------------------------- |
| Kirk Khasigian     | hooker         | Belmont Shore                         |
| Matt Wyatt         | hooker         | OMBAC                                 |
| Dan Dorsey         | pilar          | Swansea RFC                           |
| Richard Liddington | pilar          | Exeter Chiefs                         |
| Mike MacDonald     | pilar          | University of California              |
| John Tarpoff       | pilar          | OMBAC                                 |
| Jacob Waasdorp     | pilar          | Trinity College                       |
| Luke Gross         | segunda línea  | Rotherham                             |
| Alec Parker        | segunda línea  | Gentlemen of Aspen                    |
| Gerhard Klerck     | segunda línea  | Gentlemen of Aspen                    |
| Todd Clever        | ala            | University of Nevada                  |
| Oloseti Fifita     | ala            | Hayward Griffins                      |
| Jurie Gouws        | ala            | Santa Monica                          |
| Dave Hodges (c.)   | ala            | Llanelli RFC                          |
| Dan Lyle           | Número 8       | Leicester Tigers                      |
| Kort Schubert      | Número 8       | Olympic Club                          |
| Kevin Dalzell      | medio scrum    | Old Mission Beach Athletic Club Rugby |
| Mose Timoteo       | medio scrum    | Golden Gate                           |
| Kimball Kjar       | medio scrum    | Brigham Young University              |
| Mike Hercus        | medio apertura | Belmont Shore                         |
| Matt Sherman       | medio apertura | University of California              |
| Link Wilfley       | medio apertura | Rotherham                             |
| Kain Cross         | centro         | Santa Monica                          |
| Philip Eloff       | centro         | Chicago Lions                         |
| Salesi Sika        | centro         | Brigham Young University              |
| Jason Keyter       | wing           | Rotherham                             |
| David Fee          | wing           | Chicago Lions                         |
| Riaan van Zyl      | wing           | Old Puget Sound Beach                 |
| Paul Emerick       | zaguero        | Chicago Lions                         |
| John Buchholz      | zaguero        | Olympic Club                          |

## Participación

### Grupo B
| Equipo         | Gan. | Emp. | Per. | A favor | En contra | Extra | Puntos |
| -------------- | ---- | ---- | ---- | ------- | --------- | ----- | ------ |
| Francia        | 4    | 0    | 0    | 204     | 70        | 4     | 20     |
| Escocia        | 3    | 0    | 1    | 102     | 97        | 2     | 14     |
| Fiyi           | 2    | 0    | 2    | 98      | 114       | 2     | 10     |
| Estados Unidos | 1    | 0    | 3    | 86      | 125       | 2     | 6      |
| Japón          | 0    | 0    | 4    | 79      | 163       | 0     | 0      |
| 15 de octubre | Fiyi | 19 - 18 | Estados Unidos | Suncorp Stadium, Brisbane |  |

| 20 de octubre | Escocia | 39 - 15 | Estados Unidos | Suncorp Stadium, Brisbane |  |

| 27 de octubre | Japón | 26 - 39 | Estados Unidos | Central Coast Stadium, Gosford |  |

| 31 de octubre | Francia | 41 - 14 | Estados Unidos | WIN Stadium, Wollongong |  |